# Осмоловский, Александр Иванович
Александр Иванович Осмоловский (10 июня 1931, Москва — 10 ноября 1990) — советский игрок в хоккей с шайбой (вратарь) и футбол. Мастер спорта СССР (1956).

## Биография
Воспитанник ДЮСШ «Буревестник» (Москва). Начинал играть в хоккей в клубной команде ВВС (1951/52 — 1952/53). В чемпионате СССР выступал за московские «Динамо» (1953/54 — 1956/57) и «Спартак» (1957/58 — 1960/61).
Как футболист играл за «Динамо-2» Москва в Кубке СССР 1954, за клубную (1958—1961, 1962, 1964) и дублирующую (1958) команды московского «Спартака». В 1961 году играл за команду класса «Б» «Шахтёр» Шахты, был капитаном команды.

## Достижения
- Чемпион СССР (1954)
- Бронзовый призёр чемпионата СССР (1955, 1956, 1957)
- Финалист Кубка СССР (1955, 1956)